# Nowe przygody Calineczki
Nowe przygody Calineczki / Calineczka (jap. おやゆび姫物語 Oyayubi Hime Monogatari; ang. Thumbelina: A Magical Story) – japoński serial animowany wyprodukowany przez Enoki Films. Serial nawiązuje do baśni Hansa Christiana Andersena pt. Calineczka.

## Fabuła
W małym miasteczku mieszka dziewczynka o imieniu Mia (Maja). Pewnego razu podczas czytania bajki, strony książki zaczęły świecić jasnym blaskiem, a Mia została zamieniona w maleńką dziewczynkę wielkości 2 cali – Calineczkę. Odmieniona, maleńka Maja trafia do Krainy Snów. Aby z niej wrócić musi dostać się do Południowej Krainy i odnaleźć Kryształowego Księcia. Dobra wróżka Angela pomaga dziewczynce i obdarowuje ją magicznymi czerwonymi bucikami. W tej niesamowitej podróży maleńkiej Mai towarzyszy Diamencik – cukrowy elf z Królestwa Słodyczy.

## Postacie
- Maja lub Mia (jap. マーヤ Māya) – niegrzeczna dziewczynka, która za karę zostaje zamieniona w Calineczkę.
- Noble lub Czaruś lub Diamencik (jap. ノーブル Nōburu) – w zależności od polskiej wersji językowej cukrowa wróżka lub wróżek lub elf z Królestwa Słodyczy. Towarzyszy Mai w wędrówce i często jej pomaga.
- Mama Mai lub Mama Mii (jap. ママ Mama) – stara się dobrze wychować swoją córkę. Prosi starą wróżkę o pomoc. Od niej dostaje magiczną książkę o Calineczce.
- Kerofuto (jap. ケロ太) – ropuch, którego rodzice chcą zmusić do ślubu z Mają, później zostaje jej przyjacielem i towarzyszy Mai w dalszej wędrówce.
- Angela lub Angelika (jap. エンゼラー Enzerā) – dobra czarownica lub dobra wróżka z Krainy Snów.
- Helula lub Kasandra lub Sonia (jap. ヘルーラ Herūra) – zła czarownica lub zła wróżka z Krainy Koszmarów.
- Książę lub Książę Kryształu lub Kryształowy Książę (jap. プリンス Purinsu; Prince) – książę z Południowej Krainy, władca Krainy Snów (Krainy Marzeń).

## Wersja japońska

### Obsada (głosy)
- Mika Kanai jako Maja (Mia)
- Fushigi Yamada jako Czaruś (Noble)
- Mami Matsui jako Ropuch
- Akira Ishida jako Książę
- Yōko Asagami jako Helula (Kasandra, Sonia) oraz Mama Mai (Mama Mii)
- Tomoko Munakata jako Angela
- Mari Yokô

### Piosenki
- Opening: Welcome to the Planetarium (jap. プラネタリウムにようこそ Puranetariumu ni yōkoso) w wykonaniu Yuki Matsuura[4]
- Ending: Whistling of the Hills (jap. 口笛の丘 Kuchibue no oka) w wykonaniu Yuki Matsuura[5]

## Wersja polska

### Wersja TV
W Polsce serial był emitowany po raz pierwszy od 14 czerwca 1993 do 13 grudnia 1993 na kanale TVP 2 z japońskim dubbingiem.
Następnie na Polsacie 2 z dubbingiem włoskim.
Wersja z lat 90 z polskim lektorem Markiem Gajewskim.

### Wersja VHS
Calineczka – wersja wydana na VHS. Dystrybucja: Cass Film (wersja skrócona, dwie edycje z różnymi okładkami).

### Wersja DVD
Calineczka – wersja wydana na DVD w serii Miś Timiś poleca. Wydawca: TiM Film Studio, Filmostrada. Amerykańska wersja językowa wyreżyserowana przez Jima Terriego.

## Spis odcinków
| Nr | Polski tytuł                  | Angielski tytuł                        | Japoński tytuł                                              |
| -- | ----------------------------- | -------------------------------------- | ----------------------------------------------------------- |
|    |                               |                                        |                                                             |
| 01 |                               | Wake Up, Mama                          | Mama, me o samashi te! (jap. ママ、目を覚まして!)           |
|    |                               |                                        |                                                             |
| 02 | Żegnaj, szczęśliwe drzewo     | Goodbye, Happy Tree                    | Sayonara Happii Tsurii (jap. さよならハッピーツリー)        |
|    |                               |                                        |                                                             |
| 03 |                               | Wonderful Town Underneath the Umbrella | Kasa no shita no fushigi na machi (jap. 傘の下の不思議な町) |
|    |                               |                                        |                                                             |
| 04 | Ruszaj tchórzu Billy          | Don't Give up Walking Billy            | Ganbare, yowamushi Birii (jap. がんばれ、弱虫ビリー)        |
|    |                               |                                        |                                                             |
| 05 | Narzeczona żaby               | Bride of a Frog                        | Kaeru no hanayome-san (jap. カエルの花嫁さん)               |
|    |                               |                                        |                                                             |
| 06 | Mama w zaczarowanym zamku     | Mama of the Magic Castle               | Mahō jō no Mama (jap. 魔法城のママ)                         |
|    |                               |                                        |                                                             |
| 07 |                               | Maya Embarks on a Flying Ship          | Māya. Sora tobu fune ni noru (jap. マーヤ·空飛ぶ船にのる)   |
|    |                               |                                        |                                                             |
| 08 | Miasteczko spełnionych marzeń | Welcome to Nozomite Town               | Nozomitetaun he Youkoso (ノゾミテタウンへようこそ)          |
|    |                               |                                        |                                                             |
| 09 | Tajemniczy czarodziej         | Mysterious Magician                    | Nazo no Majutsu Shi (謎の魔術師)                            |
|    |                               |                                        |                                                             |
| 10 | Latarnia ze zjawami           | Mirage Lighthouse                      | Shinkirou no Toudai (蜃気楼の燈台)                          |
|    |                               |                                        |                                                             |
| 11 | Maja i Magiczny Zegarek       | Maya's Magic Watch                     | Māya to Mahou no Tokei (マーヤと魔法の時計)                 |
|    |                               |                                        |                                                             |
| 12 |                               | Crystal Prince from a Southern Land    | Minami no Kuni no Suishou Ouji (南の国の水晶王子)           |
|    |                               |                                        |                                                             |
| 13 | Maja i Smok Światła           | Dragon of Flower Light                 | Hana to Hikari no Doragon (花と光のドラゴン)                |
|    |                               |                                        |                                                             |
| 14 | Bogini Maja                   | Maya the Goddess                       | Megami ni Natta Māya (女神になったマーヤ)                   |
|    |                               |                                        |                                                             |
| 15 | Stary przyjaciel              | Nostalgic Reunion                      | Natsukashii Saikai (懐かしい再会)                           |
|    |                               |                                        |                                                             |
| 16 | Pułapka w krecim tunelu       | Trapped in the Mole Tunnel             | Mogura Tonneru no Wana (モグラトンネルの罠)                 |
|    |                               |                                        |                                                             |
| 17 | Oświadczyny                   | Crooked Proposition                    | Damasa re ta Puropoozu (だまされたプロポーズ)               |
|    |                               |                                        |                                                             |
| 18 |                               | Maya's Wedding                         | Māya no Kekkonshiki (マーヤの結婚式)                        |
|    |                               |                                        |                                                             |
| 19 | Wędrówka we troje             | Journey of the Three                   | San nin no Tabidachi (三人の旅立ち)                         |
|    |                               |                                        |                                                             |
| 20 |                               | Firefly Cape                           | Hotaru no Misaki (ホタルの岬)                               |
|    |                               |                                        |                                                             |
| 21 |                               | Hans and the bell Inlet                | Kagami no Irie to Hansu (鏡の入江とハンス)                  |
|    |                               |                                        |                                                             |
| 22 |                               | Secret of the Crystal Castle           | Suishou Jou no Himitsu (水晶城の秘密)                       |
|    |                               |                                        |                                                             |
| 23 | Nie budź mamy, Maju           | You Awake Now Mama?                    | Me ga Same ta no, Mama? (目が覚めたの、ママ?)               |
|    |                               |                                        |                                                             |
| 24 | Przeprawa przez rzekę         | I Won't Let You Cross the River        | Sono Kawa ha Watara se Nai (その河は渡らせない)             |
|    |                               |                                        |                                                             |
| 25 | Ostatnia walka                | Helula's Last Battle                   | Herūra Saigo no Tatakai (ヘルーラ最後の戦い)                |
|    |                               |                                        |                                                             |
| 26 |                               | I'm Back, Mama                         | Tadaima, Mama (ただいま、ママ)                              |
|    |                               |                                        |                                                             |